# Voukoun
Pour l’article homonyme, voir Voukoum pour le groupe de musique, artistique et carnavalesque de la Guadeloupe .
Voukoun, également appelé Voukoum, est une localité située dans le département de Diébougou de la province de la Bougouriba dans la région Sud-Ouest au Burkina Faso. En 2006, cette localité comptait 844 habitants dont 52,5 % de femmes.

## Santé et éducation
Le centre de soins le plus proche de Voukoun est le centre médical avec antenne chirurgicale (CMA) de la province à Diébougou.
Le village possède une école primaire publique.